# Strasburżanka
Strasbourżanka (fr. La Strasbourgeoise) – znana także pod tytułami "Córka Strasbourgu" (L'Enfant de Strasbourg) i "Żebraczka ze Strasbourga" (La Mendiante de Strasbourg) – francuska pieśń patriotyczna.

## Historia utworu
Strasburżanka powstała jako pieśń zemsty (fr. chansons de la revanche) po dotkliwe klęsce w wojnie z Prusami, w wyniku której Francja utraciła Alzację i część Lotaryngii ze Strasburgiem na rzecz Niemiec.
W XXI wieku została wprowadzona do oficjalnego śpiewnika Francuskich Sił Zbrojnych.

## Tekst
| Tekst francuski | Tłumaczenie na język polski |
| --- | --- |
| Petit papa voici la mi-carême, Car te voila déguisé en soldat. Petit papa, dis-moi si c'est pour rire, Ou pour faire peur aux tout petits enfants. (bis) Non mon enfant je pars pour la patrie, C'est un devoir où tous les papas s'en vont. Embrasse-moi petite fille chérie, Je rentrerai bien vite à la maison. (bis) Dis-moi maman, quelle est cette médaille, Et cette lettre qu'apporte le facteur? Dis-moi maman, tu pleures et tu défailles, Ils ont tué petit père adoré ? (bis) Oui mon enfant, ils ont tué ton père, Pleure avec moi car nous les haïssons. Ces guerres atroces qui font pleurer les mères, Et tuent les pères des petits anges blonds. (bis) La neige tombe aux portes de la ville, Là est assise une enfant de Strasbourg. Elle reste là malgré le froid, la bise, Elle reste là malgré la fin du jour. (bis) Un homme passe, à la fillette donne. Elle reconnait l'uniforme allemand. Elle refuse l'aumône qu'on lui donne, À l'ennemi elle dit bien fièrement: (bis) Gardez votre or je garde ma puissance, Soldat prussien passez votre chemin. Moi je ne suis qu'une enfant de la France, À l'ennemi je ne tends pas la main. (bis) Tout en priant dans cette Cathédrale, Ma mère est morte sous le porche écroulé. Frappée à mort par l'une de vos balles, Frappée à mort par l'un de vos boulets. (bis) Mon père est mort sur vos champs de bataille, Je n'ai pas vu l'ombre de son cercueil. Frappé à mort par l'une de vos balles, C'est la raison de ma robe de deuil. (bis) Vous avez eu l’Alsace et la Lorraine, Vous avez eu des millions d'étrangers, Vous avez eu Germanie et Bohême, Mais mon p'tit cœur vous ne l'aurez jamais. Mais mon p'tit cœur il restera français! | Tatusiu, czy to karnawał, Bo oto stoisz przebrany za żołnierza. Tatusiu, powiedz, czy to dla żartu, Czy po to, by przestraszyć malutkie dzieci? (x2) Nie, moje dziecko, wyruszam dla ojczyzny, To obowiązek, który spełnić muszą wszyscy tatusiowie. Pocałuj mnie, droga córeczko, Niedługo wrócę do domu. (x2) Powiedz, mamo, co to za medal? A ten list, który niesie listonosz? Powiedz, mamusiu, płaczesz i mdlejesz, Zabili kochanego tatusia? (x2) Tak, moje dziecko, zabili twojego ojca, Płacz ze mną, bo pałamy do nich nienawiścią. Te potworne wojny, przez które płaczą matki, I które zabijają ojców blondwłosych aniołków. (x2) Śnieg pada u bram miasta, Tam siedzi dziecię Strasbourga. Tkwi tam pomimo mrozu, wichru, Tkwi tam pomimo zmierzchu. (x2) Mija ją człowiek, ofiarowuje coś dziewczynce. Ona rozpoznaje niemiecki mundur. Odmawia danej jej jałmużny, Odpowiada dumnie wrogowi: (x2) "Zatrzyma pan sobie to złoto, ja zatrzymam swoją siłę, Żołnierzu pruski, ruszaj w drogę. Ja jestem tylko dzieckiem Francji, Wrogowi nie podaję ręki. (x2) Modląc się w tej Katedrze, Moja matka zginęła pod zawalonym przedsionkiem. Ugodzona na śmierć jedną z waszych kul, Ugodzona na śmierć jednym z waszych nabojów. (x2) Mój ojciec zginął na waszych polach bitewnych, Nie ujrzałam cienia jego trumny. Ugodzony na śmierć jedną z waszych kul, Oto powód mojej sukni żałobnej. (x2) Dostaliście Alzację i Lotaryngię, Dostaliście miliony cudzoziemców. Dostaliście Germanię i Bohemię, Ale mojego serduszka nie dostaniecie nigdy. Moje serduszko pozostanie francuskie!" |